# Ново-Єделево
Ново-Єделево (рос. Ново-Еделево) — село в Гагинському районі Нижньогородської області Російської Федерації.
Населення становить 182 особи. Входить до складу муніципального утворення Юр'євська сільрада.

## Історія
Від 2009 року входить до складу муніципального утворення Юр'євська сільрада.

## Населення
| 2002 | 2010 |
| ---- | ---- |
| 223  | ↘182 |